# La trasgressione
La trasgressione è un film drammatico, distribuito nelle sale italiane nel 1987, diretto da Fabrizio Rampelli.
Si tratta dell'edizione rimontata di una pellicola girata da Pierfrancesco Campanella l'anno precedente col titolo Cattivi Pierrot, presentata in anteprima in una sezione collaterale della Mostra del Cinema di Venezia del 1986.

## Trama
Angelo è uno studente universitario complessato che, per motivi di studio, s'inietta droga per provarne gli effetti. Da quel momento il ragazzo cade vittima d'allucinazioni e visioni, i cui soggetti principali sono la professoressa che gli ha respinto la tesi, la madre che l'esaspera con continui rimproveri e la sua ragazza che lo schernisce. Spaventato, Angelo fugge di casa e riceve un passaggio da un automobilista elegante, bello e ricco che l'accompagna fino alla sua villa, dove abita con la perversa e poco raccomandabile figlia Valeria. Un giorno l'uomo tenta un approccio sessuale con Angelo che, nel respingerlo, l'uccide accidentalmente. Dopo la tragedia, Angelo e Valeria uccidono anche la cameriera, scomoda testimone, e fuggono insieme: da quel momento si divertono ad ammazzare sadicamente alcune persone, adescate in vari modi. Infine, Angelo comprende che l'intera storia è frutto soltanto delle sostanze stupefacenti da lui assunte.